# Mechtersen
Mechtersen település Németországban, azon belül Alsó-Szászország tartományban. Lakosainak száma 696 fő (2023. december 31.). Mechtersen Kirchgellersen és Reppenstedt községekkel határos.

## Népesség
A település népességének változása:
| Lakosok száma | 706  | 703  | 700  | 684  | 684  | 696  |
|               | 2016 | 2017 | 2019 | 2021 | 2022 | 2023 |